# استیو بولاک
استیو بولاک (انگلیسی: Stephen Clark "Steve" Bullock)؛ زادهٔ ۱۱ آوریل ۱۹۶۶) یک سیاست‌مدار اهل ایالات متحده آمریکا است.
بولاک فرماندار کنونی ایالت مونتانا از حزب دموکرات ایالات متحده آمریکا است که در تاریخ ۷ ژانویه ۲۰۱۳ میلادی به عنوان فرماندار انتخاب شد و تا سال ۲۰۱۷ در این سمت باقی خواهد ماند.